# Dagelijks leven

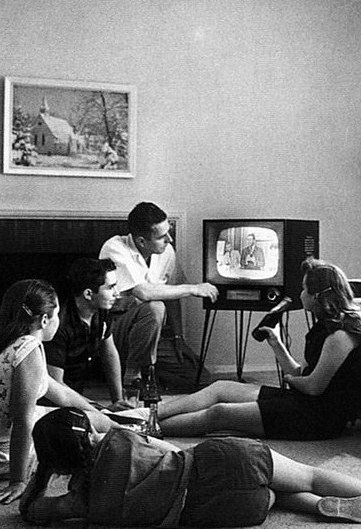
Televisiekijken (1958)

Het dagelijks leven is het patroon van gebruikelijke handelingen en bezigheden die in een bepaalde periode door de meeste mensen als voor de hand liggend beschouwd worden, gebeurtenissen of daden die geen bijzonder karakter hebben en volgens een min of meer regelmatig ritme terugkeren. Daarin zitten evidenties als eten en slapen, zaken als het doen van het huishouden of de afwas, inspanningen als studeren en werken en ook courante ontspanningen zoals het nemen van vakantie of een etentje uit huis. Ook seksualiteit en sport behoren in principe tot het dagelijks leven.
Voorbeelden van wat niet tot het dagelijks leven behoort: een ramp, een uitzonderlijke aankoop, de lotto winnen, een voettocht naar Rome, promotie op het werk, het krijgen van kinderen, etc.

## Brieven aan de Toekomst
Begin 1998 vroegen het Nederlands Centrum voor Volkscultuur en Immaterieel Erfgoed, het Meertens Instituut en het Nederlands Openluchtmuseum alle inwoners van Nederland om op te schrijven hoe zij deze dag hebben doorgebracht. Dit initiatief kreeg de naam Brieven aan de Toekomst en meer dan 50.000 mensen reageerden. Al die bijdragen vormen een brievenarchief over het dagelijks leven van Nederlanders op 15 mei 1998.